# Natação no Campeonato Europeu de Esportes Aquáticos de 2021 - 50 m peito masculino
A prova dos 50 metros peito masculino da natação no Campeonato Europeu de Esportes Aquáticos de 2021 ocorreu nos dias 21 e 22 de maio na Arena Danúbio, em Budapeste na Hungria. 

## Calendário
| Fase          | Data       | Hora  |
| ------------- | ---------- | ----- |
| Eliminatórias | 21 de maio | 10:17 |
| Semifinal     | 21 de maio | 18:57 |
| Final         | 22 de maio | 18:18 |

Todos os horários estão no horário local (UTC+1)

## Recordes
Antes desta competição, os recordes eram os seguintes:
|                       | Nadador    | Tempo | Local     | Data                |
| --------------------- | ---------- | ----- | --------- | ------------------- |
| Recorde mundial       | Adam Peaty | 25.95 | Budapeste | 25 de julho de 2017 |
| Recorde europeu       | Adam Peaty | 25.95 | Budapeste | 25 de julho de 2017 |
| Recorde do campeonato | Adam Peaty | 26.09 | Glasgow   | 8 de agosto de 2018 |

## Medalhistas
| Ouro             | Prata                  | Bronze                   |
| Adam Peaty (GBR) | Ilya Shymanovich (BLR) | Nicolò Martinenghi (ITA) |

## Resultados

### Eliminatórias
Esses foram os resultados das eliminatórias. 
| Pos. | Bateria | Raia | Nadador                     | Nacionalidade | Tempo | Notas |
| ---- | ------- | ---- | --------------------------- | ------------- | ----- | ----- |
| 1    | 6       | 4    | Adam Peaty                  | Reino Unido   | 26.34 | Q     |
| 2    | 5       | 4    | Nicolò Martinenghi          | Itália        | 26.54 | Q     |
| 3    | 4       | 4    | Ilya Shymanovich            | Bielorrússia  | 26.72 | Q     |
| 4    | 5       | 3    | Jan Kozakiewicz             | Polónia       | 26.82 | Q,    |
| 5    | 6       | 5    | Kirill Prigoda              | Rússia        | 26.93 | Q     |
| 6    | 4       | 3    | Melvin Imoudu               | Alemanha      | 27.00 | Q     |
| 7    | 3       | 1    | Lucas Matzerath             | Alemanha      | 27.18 | Q     |
| 8    | 5       | 6    | Alessandro Pinzuti          | Itália        | 27.26 | Q     |
| 9    | 4       | 5    | Čaba Silađi                 | Sérvia        | 27.27 | Q     |
| 10   | 4       | 2    | Federico Poggio             | Itália        | 27.33 |       |
| 11   | 5       | 5    | Arno Kamminga               | Países Baixos | 27.36 | Q     |
| 12   | 5       | 2    | Johannes Skagius            | Suécia        | 27.43 | Q     |
| 13   | 4       | 6    | Bernhard Reitshammer        | Áustria       | 27.44 | Q     |
| 14   | 6       | 6    | James Wilby                 | Reino Unido   | 27.51 | Q     |
| 15   | 6       | 2    | Danil Semyaninov            | Rússia        | 27.58 | Q     |
| 16   | 3       | 7    | Olivér Gál                  | Hungria       | 27.64 | Q     |
| 17   | 4       | 1    | Christopher Rothbauer       | Áustria       | 27.71 | Q     |
| 18   | 6       | 7    | Ross Murdoch                | Reino Unido   | 27.73 |       |
| 18   | 4       | 7    | Giedrius Titenis            | Lituânia      | 27.73 |       |
| 20   | 5       | 7    | Caspar Corbeau              | Países Baixos | 27.76 |       |
| 20   | 5       | 1    | Berkay Ömer Öğretir         | Turquia       | 27.76 |       |
| 22   | 4       | 8    | Heiko Gigler                | Áustria       | 27.77 |       |
| 22   | 3       | 5    | Tomáš Klobučník             | Eslováquia    | 27.77 |       |
| 24   | 4       | 9    | Miikka Ruohoniemi           | Finlândia     | 27.90 |       |
| 25   | 5       | 9    | Arkadios Aspougalis         | Grécia        | 27.93 |       |
| 26   | 3       | 4    | Kristian Pitshugin          | Israel        | 27.94 |       |
| 26   | 5       | 8    | Andrius Šidlauskas          | Lituânia      | 27.94 |       |
| 28   | 6       | 1    | Theo Bussiere               | França        | 27.95 |       |
| 29   | 2       | 9    | André Klippenberg Grindheim | Noruega       | 27.96 |       |
| 30   | 6       | 8    | Valentin Bayer              | Áustria       | 28.02 |       |
| 31   | 2       | 2    | Christoffer Tofte Haarsaker | Noruega       | 28.05 |       |
| 32   | 3       | 3    | Joonas Niine                | Estónia       | 28.06 |       |
| 33   | 3       | 0    | Konstantinos Meretsolias    | Grécia        | 28.12 |       |
| 34   | 6       | 0    | Aleksandr Zhigalov          | Rússia        | 28.16 |       |
| 35   | 2       | 5    | Ari-Pekka Liukkonen         | Finlândia     | 28.20 |       |
| 36   | 4       | 0    | Eoin Corby                  | Irlanda       | 28.25 |       |
| 36   | 3       | 6    | Lyubomir Epitropov          | Bulgária      | 28.25 |       |
| 36   | 3       | 9    | Volodymyr Lisovets          | Ucrânia       | 28.25 |       |
| 39   | 2       | 3    | Gonzalo Carazo              | Espanha       | 28.27 |       |
| 39   | 5       | 0    | Rostyslav Kryzhanivskyy     | Ucrânia       | 28.27 |       |
| 41   | 2       | 4    | Jaime Morote                | Espanha       | 28.35 |       |
| 42   | 2       | 8    | Alexis Santos               | Portugal      | 28.43 |       |
| 42   | 2       | 1    | Tamás Takács                | Hungria       | 28.43 |       |
| 44   | 6       | 9    | Martin Allikvee             | Estónia       | 28.45 |       |
| 45   | 3       | 2    | Yannick Käser               | Suíça         | 28.46 |       |
| 46   | 2       | 7    | Francisco Quintas           | Portugal      | 28.52 |       |
| 46   | 2       | 6    | Martin Szöllősi             | Hungria       | 28.52 |       |
| 48   | 3       | 8    | Jan Kalusowski              | Polónia       | 28.53 |       |
| 49   | 1       | 7    | Nicholas Lia                | Noruega       | 28.57 |       |
| 50   | 1       | 4    | Matej Zabojnik              | Chéquia       | 28.86 |       |
| 51   | 1       | 5    | Constantin Malachi          | Moldávia      | 29.03 |       |
| 52   | 1       | 3    | Daniils Bobrovs             | Letônia       | 29.49 |       |
| 53   | 1       | 6    | Giacomo Casadei             | San Marino    | 29.72 |       |
| 54   | 1       | 1    | Anton Herrala               | Finlândia     | 30.60 |       |
| 55   | 1       | 2    | Even Qarri                  | Albânia       | 32.57 |       |
| 56   | 6       | 3    | Tobias Bjerg                | Dinamarca     | DNS   | DNS   |
| 56   | 2       | 0    | Dávid Horváth               | Hungria       | DNS   | DNS   |

### Semifinal
Esses foram os resultados das semifinais. 
Semifinal 1
| Pos. | Raia | Nadador               | Nacionalidade | Tempo | Notas |
| ---- | ---- | --------------------- | ------------- | ----- | ----- |
| 1    | 4    | Nicolò Martinenghi    | Itália        | 26.49 | Q     |
| 2    | 5    | Jan Kozakiewicz       | Polónia       | 27.09 | Q     |
| 3    | 6    | Alessandro Pinzuti    | Itália        | 27.11 | q     |
| 4    | 2    | Arno Kamminga         | Países Baixos | 27.13 | q     |
| 5    | 3    | Melvin Imoudu         | Alemanha      | 27.20 |       |
| 6    | 1    | Danil Semyaninov      | Rússia        | 27.32 |       |
| 7    | 7    | Bernhard Reitshammer  | Áustria       | 27.44 |       |
| 8    | 8    | Christopher Rothbauer | Áustria       | 27.80 |       |

Semifinal 2
| Pos. | Raia | Nadador          | Nacionalidade | Tempo | Notas |
| ---- | ---- | ---------------- | ------------- | ----- | ----- |
| 1    | 4    | Adam Peaty       | Reino Unido   | 26.38 | Q     |
| 2    | 5    | Ilya Shymanovich | Bielorrússia  | 26.47 | Q     |
| 3    | 6    | Lucas Matzerath  | Alemanha      | 27.14 | q     |
| 4    | 3    | Kirill Prigoda   | Rússia        | 27.16 | q     |
| 5    | 7    | Johannes Skagius | Suécia        | 27.33 |       |
| 6    | 2    | Čaba Silađi      | Sérvia        | 27.34 |       |
| 7    | 1    | James Wilby      | Reino Unido   | 27.36 |       |
| 8    | 8    | Olivér Gál       | Hungria       | 27.79 |       |

### Final
Esse foi o resultado da final. 
| Pos.              | Raia | Nadador            | Nacionalidade | Tempo | Notas |
| ----------------- | ---- | ------------------ | ------------- | ----- | ----- |
| Medalha de ouro   | 4    | Adam Peaty         | Reino Unido   | 26.21 |       |
| Medalha de prata  | 5    | Ilya Shymanovich   | Bielorrússia  | 26.55 |       |
| Medalha de bronze | 3    | Nicolò Martinenghi | Itália        | 26.68 |       |
| 4                 | 6    | Jan Kozakiewicz    | Polónia       | 27.10 |       |
| 5                 | 7    | Arno Kamminga      | Países Baixos | 27.13 |       |
| 5                 | 1    | Lucas Matzerath    | Alemanha      | 27.13 |       |
| 7                 | 8    | Kirill Prigoda     | Rússia        | 27.30 |       |
| 8                 | 2    | Alessandro Pinzuti | Itália        | 27.54 |       |

Legenda
| Recorde mundial       | Recorde mundial (World record)               |                       | Recorde africano                      | Recorde africano (African) |                                           | Q | Classificado por posição (Qualified) |
| Recorde do campeonato | Recorde do campeonato (Championship record)  | Recorde da América    | Recorde da América (Americas)         | q                          | Classificado por melhor tempo (Qualified) |   |                                      |
| Melhor marca do ano   | Melhor marca do ano (World leading)          | Recorde asiático      | Recorde asiático (Asian)              | DNS                        | Não largou (Did not start)                |   |                                      |
| Recorde nacional      | Recorde nacional (National record)           | Recorde europeu       | Recorde europeu (European)            | DNF                        | Não terminou (Did not finish)             |   |                                      |
| Recorde pessoal       | Recorde pessoal do atleta (Personal best)    | Recorde da Oceania    | Recorde da Oceania (Oceania)          | DSQ / DQ                   | Desclassificado (Disqualified)            |   |                                      |
| Recorde da temporada  | Recorde da temporada do atleta (Season best) | Recorde sul-americano | Recorde sul-americano (South America) | NM                         | Sem marca (No mark)                       |   |                                      |